# シアター・オリンピックス
シアター・オリンピックスは、ギリシャの演出家であるテオドロス・テルゾプロスの提案をきっかけに、1993年にギリシャのデルフォイで創設された国際的な舞台芸術の祭典である。世界各地の偉大な舞台芸術の実践家が集まり、その業績を発表している。イデオロギーや文化、言語の違いに関わらず対話が推奨される演劇交流の場でもあり、学生から専門家までが集う場である。さらに、シアター・オリンピックス憲章の第一条では、サブタイトルを「Crossing Millennia（クロッシング・ミレニア）」と定めている。これは〈千年紀（ミレニア）を過（よぎ）ること〉〈過去と未来の相互交流〉を意味し、過去・現在・未来を結びつけ相互に交流することの重要性を示している。このため、この祭典は演劇の豊かさと多様性、そして舞台芸術のあらゆる実験や研究を推進している。シアター・オリンピックスの目標は、現代演劇の強化と再構築である。国際的なコラボレーションの発展を推進、世界中のアーティストとのネットワークを構築、そして演劇やその他の舞台芸術分野の作品を発表するショーケースのような機会を設け奨励の機会をつくることで、目標達成にむけ働きかけている。

## 委員会
国際委員会の最初の公式会議は、1994年6月18日、ギリシャのデルフォイで開催された。国際委員会の創立メンバーは、テオドロス・テルゾプロス、鈴木忠志、ロバート・ウィルソン、ヌリア・エスペル、アントゥネス・フィーリョ、トニー・ハリソン、ユーリ・リュビーモフ、ハイナー・ミュラーである。国際委員会により、シアター・オリンピックスはNPO組織とされ、ギリシャのアテネ（ヨーロッパ事務局）と日本の利賀村（アジア事務局）に管理事務局がおかれた。国際委員の共同作業により、シアター・オリンピックス憲章がつくられ、詩人でもあるトニー・ハリソンの発案で「Crossing Millennia」というサブタイトルを定めた。また、ロゴは美術家でもあるロバート・ウィルソンによってデザインされた。  
シアター・オリンピックス国際委員会: 
- テオドロス・テルゾプロス (ギリシャ)-委員長
- 鈴木忠志 (日本)
- ロバート・ウィルソン (アメリカ)
- ヌリア・エスペル (スペイン)
- アントゥネス・フィーリョ (ブラジル)
- トニー・ハリソン (イギリス)
- ウォーレ・ショインカ (ナイジェリア)
- ラタン・ティヤム (インド)
- ジョルジオ・バルベリオ・コルセッティ (イタリア)
- ジョルジュ・ラヴォーダン (フランス)
- ユルゲン・フリム (ドイツ)
- チェ・チリム (韓国)
- 劉立濱 (中国)
- ヴァレリー・フォーキン （ロシア）
- ヤロスロウ・フレット（ポーランド）
- ユーリー・リュビーモフ (1917-2014)(ロシア) - 創設メンバー。
- ハイナー・ミュラー (1929-1995)(ドイツ) - 創設メンバー。

## 開催国
シアター・オリンピックスは、毎回別々の国で開催されてきた。これまでに8回開催されており、回を除き、国際委員の拠点とする国で行われた。開催国の委員は、シアター・オリンピックスの芸術監督という名誉ある役目を負う。
これまでの開催都市:
| 回              | 国 / 都市                                          | 開催期間                                    | テーマ                               | 芸術監督                                           | 作品数 | 参加国数 | 追加情報 |
| --------------- | -------------------------------------------------- | ------------------------------------------- | ------------------------------------ | -------------------------------------------------- | ------ | -------- | --- |
| 第1回（1995年） | ギリシャ（デルフォイ・アテネ・エピダウロス）       | 8月19日～8月27日                            | Tragedy〈悲劇〉                      | テオドロス・テルゾプロス                           | 9      | 7        | 第1回は、ギリシャ悲劇を中心に構成された。 |
| 第2回（1999年） | 日本（静岡）                                       | 4月16日-6月13日                             | Creating Hope〈希望への貌〉          | 鈴木忠志                                           | 42     | 20       | 第2回の開催にあわせ、日本の工業都市静岡市に、建築家・磯崎新による静岡県コンベンションアーツセンターが作られた。                                       |
| 第3回（2001年） | ロシア（モスクワ）                                 | 4月21日-6月29日                             | Theatre for the people               | ユーリー・リュビーモフ                             | 97     | 32       | 第3回は、チェーホフ国際演劇祭と協力して開催された。                                                                                                   |
| 第4回（2006年） | トルコ（イスタンブール）                           | 5月11日-6月6日                              | Beyond Borders                       | テオドロス・テルゾプロス                           | 38     | 13       | 第4回は、Dikmen Gurunが監督を務める第15回国際イスタンブールシアターフェスティバル（IITF）との共同開催だった。                                         |
| 第5回（2010年） | 韓国（ソウル）                                     | 9月24日-11月7日                             | Sarang - Love and Humanity           | チェ・チリム                                       | 48     | 13       | 第5回を通してソウルは「文化と芸術の都市」としての地位を確立した。また、劇場の役割とグローバル化に至るまでの貢献について思い出させることも目的だった。 |
| 第6回（2014年） | 中国（北京）                                       | 11月1日-12月25日                            | Dream                                | 劉立濱                                             | 46     | 22       | |
| 第7回（2016年） | ポーランド（ヴロツワフ）                           | 10月14日-11月13日                           | The World as a Place for Truth       | ヤロスロウ・フレット                               | 14     | 86       | 第7回は、その年の欧州文化首都だったヴロツワフで開催された。                                                                                           |
| 第8回（2018年） | インド（ニューデリー、ほか）                       | 2月17日-4月8日                              | The Flag of Friendship               | ラタン・ティヤム                                   | 465    | 35       | 17の都市を会場にして開催、開会式はニューデリー、閉会式はムンバイで行われた。                                                                          |
| 第9回（2019年） | 日本（利賀、黒部）、ロシア（サンクトペテルブルク） | 8月23日-9月23日（日本）、6月-11月（ロシア） | Creating Bridges〈世界に虹を架ける〉 | 鈴木忠志（日本）、ヴァレリー・フォーキン（ロシア） |        |          | 日本とロシアの共同開催。２か国での共同開催は初となる。                                                                                                |